# 太宰春台
太宰 春台（だざい しゅんだい、旧字体：太宰 春臺、延宝8年9月14日（1680年11月5日） - 延享4年5月30日（1747年7月7日））は、江戸時代中期の儒学者・経世家。「春台」は号で、名は純、字は徳夫、通称は弥右衛門。また、紫芝園とも号した。

## 略歴
信濃国飯田城下生まれ。平手政秀・汎秀の子孫で、父・言辰の代に下野国烏山藩士・太宰謙翁の養子となり平手姓から改姓、藩主堀親昌の転封に従い飯田藩士となったが、堀親常により改易され、一家で浪人として江戸へ出た。純は苦学の末に学問を修め、元禄7年（1694年）に15歳で、但馬出石藩の松平氏に仕え、元禄9年（1696年）17歳の時儒学者、中野撝謙に師事し、朱子学を学ぶ。
元禄13年（1700年）21歳で官を辞し、以後10年間畿内を遊学する。その間に漢詩・天文学・地学・朱子学などを懸命に勉強した。宝永元年（1704年）富士山に登り、京都に入った。そこで、伊藤仁斎の講義を聴き、人格にうたれた。
宝永6年（1709年）30歳の時、大坂に入り、結婚した。
正徳元年（1711年）32歳で自由の身になり、江戸に戻った。正徳3年（1713年）、友人の紹介で荻生徂徠の門に入り、詩文から儒学特に古文辞学へと転向した。正徳2年（1712年）に下総生実藩の森川俊胤に再仕官。だがこれも正徳5年（1715年）36歳で辞し、以後生涯仕官することはなかった。
正徳5年（1715年）36歳の時、本格的に研究・執筆活動に入るとともに、江戸の小石川に塾を開き、松崎観海・文雄・五味釜川・稲垣白嵓・渡辺蒙庵・関口黄山・小宮山昌世・原雲沢など多くの門人を育てた。また、何人かの大名から支援された。。
のちに徂徠の説を批判し、『易経』を重んじて全ての事象を陰陽をもって解釈しようとした。また、征夷大将軍こそが「日本国王」であり、鎌倉・室町・江戸の3時代それぞれに別個の国家が存在したと説いた。その秀才と剛気は、孔子の弟子子路になぞらえられた。
著書に『経済録』・『経済録拾遺』・『産語』・『聖学問答』・『弁道書』など。『経済録』は「世ヲ経(おさ)メ、民ヲ済(すく)フ」という「経世済民」を主題としており、広く政治・食貨（経済）・社会・教育・軍事について春台の思想が紹介されている。『古文考経孔氏伝』は、四庫全書に収録される数少ない日本人による漢籍である。『三王外紀』は東武野史訊洋子が著者と書かれているが、征夷大将軍を国王と見る記述などから、春台の著作であるという説が古くから唱えられているが、異論も存在している。
延享4年（1747年）、68歳の時、江戸で没した。墓所は東京都台東区谷中の天眼寺にあり、都の指定史跡となっている。出身地の長野県飯田市中央通り3丁目には春台の石碑と「太宰松」と呼ばれる松の木があるが、初代太宰松は1947年(昭和22年)の飯田大火で焼失し、現在は2代目。
長野県民歌『信濃の国』の歌詞中にも登場している。

## 関連文献
- 武部善人著『太宰春台』人物叢書　吉川弘文館、1997年　ISBN　9784642052047、オンデマンド版 2021年　ISBN　9784642752046